# Михаил Молоденски
Михаил Сергејевич Молоденскиј (рођен   јуна 16 [по јулијанском јун 3] 1909. - 12. новембра 1991) био је познати совјетски геодета. Једном је речено да је „вјероватно једини геодета који би заслужио Нобелову награду“ 
Михаил Молоденски је дипломирао на Московском државном универзитету (1936), а од 1946. радио је на Институту за физику Земље (рус. Институт Физики Земли АН СССР). Разрадио је оригиналну теорију за одређивање фигуре Земље и њеног гравитационог поља на основу мјерења извршених на топографској површи Земље, те је изградио први совјетски гравиметар и развио теорију нутације Земље. Добитник је Стаљинове награде (1946 и 1951) и Лењинове награде (1961). Његово насљеђе укључује Молоденскијеве трансформације, које се обично користе за преображавање између геодетских датума.
Његово главно дијело (од 1932) било је везано за Земљину фигуру (геоид) и њено спољашње гравитационо поље или тзв. геопотенцијал. Његов циљ је био развити методе уклањања вишка маса изнад геоида или тзв. хипотезе редукције за одређивање гравитационог поља и дефинисање вертикалних референтних система за велике површине. Као дио овог рада, он је увео нормалне висине, које се могу израчунати из геопотенцијалних бројева (добијених прецизним нивелманом), без потребе за неизвјесном вриједношћу гравитације дуж вертикале задате тачке, тј. унутар континенталних стијена Земљиног спољашњег омотача испод задате тачке.
У складу са овим новим концептом висине, произилази концепт телуроида, т.ј. скупа тачака Q чији је нормални потенцијал једнак стварном потенцијалу тачке P на физичкој површи Земље и на истој вертикали. Раздвајање између тачака P и Q, тј. између топографских и телуроидних површина, назива се висинском аномалијом и, супротно геоидној ундулацији N, дефинисаној у физичком простору.
Молоденскијев теоријски рад проналазио је признање, тако што је с временом све већи број земаља прихватао нормалне висине за своје националне висинске системе. Као компромис традиционалном размишљању уведен је концепт квазигеоида који представља површину одвојену од референтног елипсоида тачно за износ једнак висини аномалије дефинисане топографијом терена. Затим, традиционална веза између орометријских висина H и елипсоидних висина h, гласи
{\displaystyle h=H+N},
а веза преко елиспоидних висина је сачувана као 
{\displaystyle h=H^{*}+\zeta }, 
где {\displaystyle \zeta } је аномалија висине (или „квазигеоидна висина“), и {\displaystyle H^{*}} представља нормалне висине.